# Place de l'Alma
La place de l'Alma è una piazza parigina dell'VIII arrondissement nel quartiere degli Champs-Élysées (29º quartiere di Parigi). Si trova sul lato nord dell'omonimo ponte sulla Senna.

## Situazione e accessi

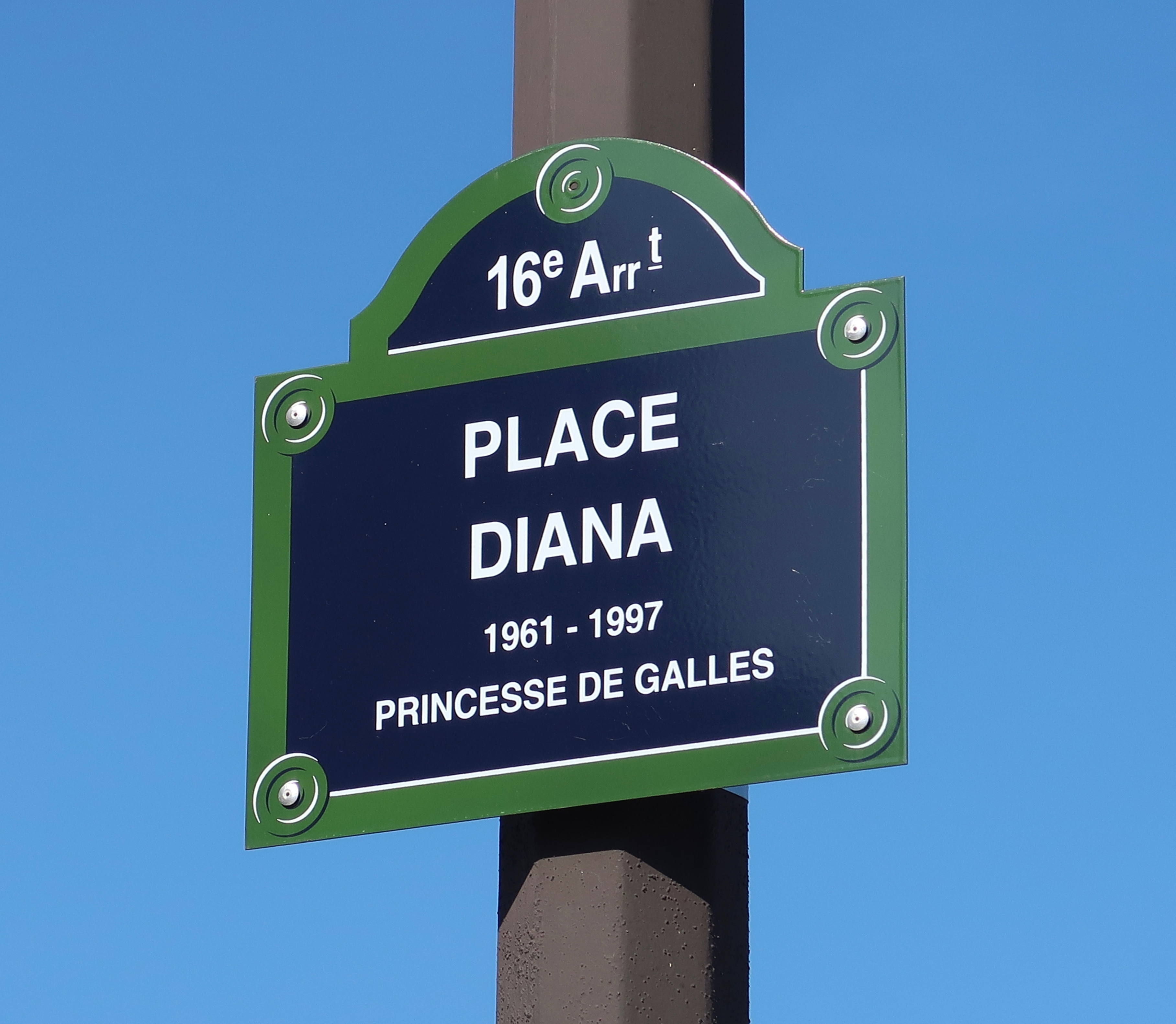
Place Diana (2018), lato XVI arrondissement della place de l'Alma.

Lunga circa 110 metri, si trova all'incrocio delle avenue de New-York, du Président-Wilson, George-V, Montaigne e del cours Albert Ier. Essa confina anche con la place de la Reine-Astrid. A sud si apre sul Pont de l'Alma, che la collega, attraversando la Senna, alla Place de la Résistance.

## Storia
La piazza fu creata con il decreto del 6 marzo 1858 e allineata, tra le avenue de New-York e del Président-Wilson, da un decreto del 9 marzo 1897.
L'8 novembre 1915, la piazza sprofondò fino a un metro, senza causare vittime. Il movimento del suolo fu provocato dai lavori di scavo della linea 9 della metropolitana la cui galleria fu inondata.
Il 7 agosto 1918, durante la prima guerra mondiale, un proietto di obice lanciato dalla Grande Berta esplose su place de l'Alma.

## Trasporti
La piazza è servita dalla linea 9 della metropolitana con la stazione Alma - Marceau, dalla linea della rete ferroviaria regionale RER C con la stazione Pont de l'Alma, dalla rete di autolinee RATP 42, 63, 72, 80 e 92 con la stazione Alma-Marceau.

## Origine del nome

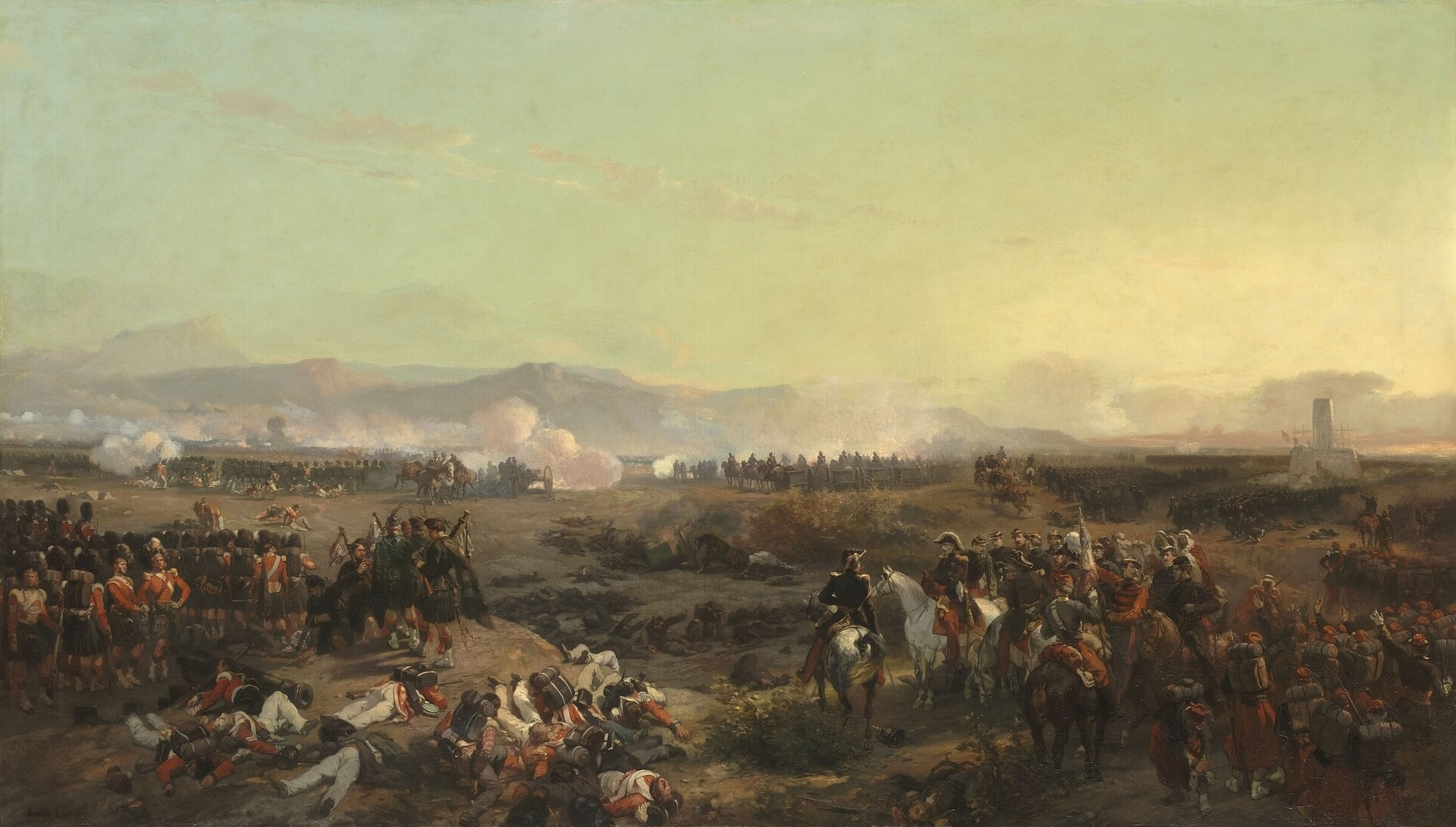
La battaglia dell'Alma (Collezioni del castello di Versailles).

Prende il nome dalla prossimità con il Ponte dell'Alma che commemora la battaglia dell'Alma (1854) combattuta durante la guerra di Crimea.

## Edifici notevoli
La piazza è celebre per la sua Fiamma della Libertà, replica della fiamma della statua della Libertà. Questa fiamma, offerta dall'Herald Tribune nel 1989, è installata tra la piazza e l'inizio del ponte, a strapiombo sul tunnel nel quale la principessa Diana ha trovato la morte il 31 agosto 1997 in un incidente d'auto. Questa parte della piazza è ufficialmente denominata place Diana dal 2018.
All'angolo dell'avenue du Président-Wilson si trovava il caffè Yacht Club français, tenuto dal fotografo Eugène Druet, ch'egli abbandonò nel 1903 per aprire una galleria d'arte al 114 di rue du Faubourg-Saint-Honoré.

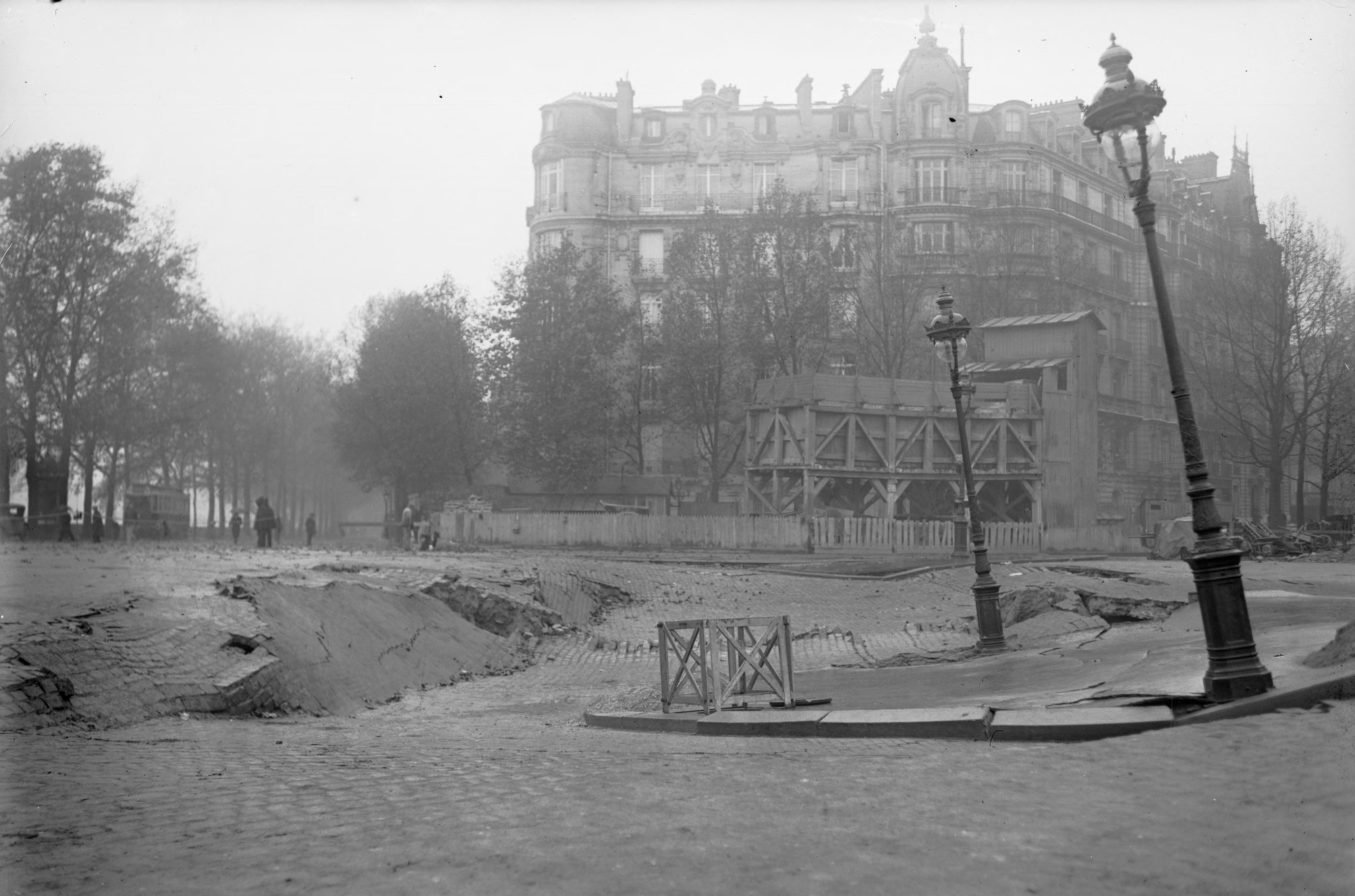
Incidente del 1915: abbassamento del suolo a seguito dei lavori per la stazione del Metrò Alma - Marceau.
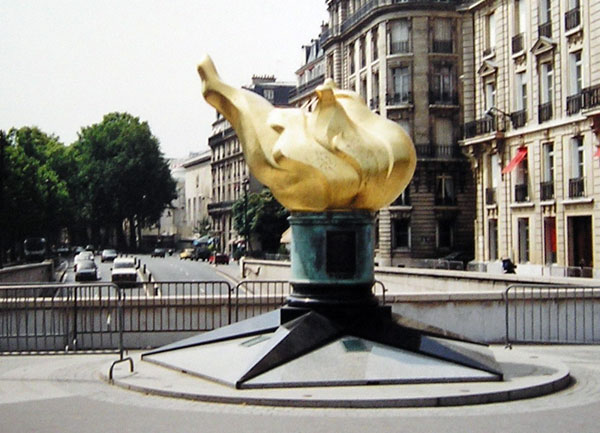
Fiamma della Libertà, place Diana.
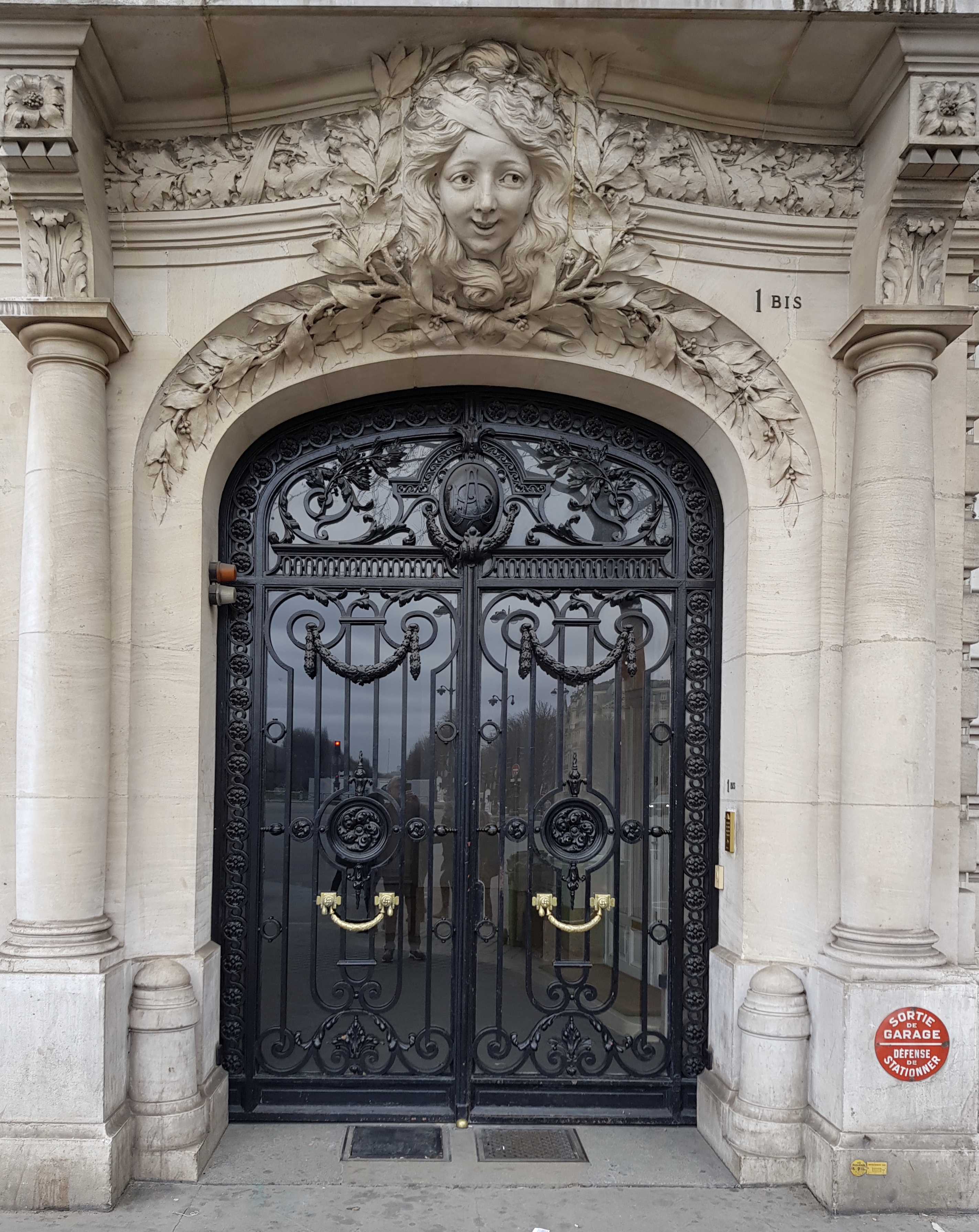
1 bis: ingresso.

## Nella letteratura
- Una scena d'imbottigliamento in place de l'Alma è narrata nel romanzo Les Sultans (1964) di Christine de Rivoyre[3].